# Glossario
Un glossario è una raccolta di termini appartenenti ad un ambito specifico e circoscritto. In alcuni casi il termine glossario è utilizzato per indicare la raccolta e relativa spiegazione dei termini desueti o specialistici utilizzati in un libro (generalmente collocato alla fine del testo).
Il termine ha origine dal termine latino tardo glossarium che a sua volta deriva dal greco antico γλῶσσα?, glôssa ("lingua"). Ma la glossa, già nel mondo latino e ancor più in epoca tarda e medievale, indicava una nota esplicativa apposta a fianco di un termine di difficile comprensione.
Si distingue dal vocabolario e dal dizionario, pur essendo anch'esso una raccolta di lemmi, proprio perché cataloga termini e locuzioni proprie di un ambito di riferimento peculiare e limitato a un argomento, generalmente tecnico.
I glossari hanno una tradizione che parte dalla fine dell'antichità: le prime forme di glossario accompagnano la nascita della scrittura, con le liste lessicali mesopotamiche (inizialmente monolingue, in sumero, poi bilingue, con traduzioni soprattutto in accadico).

## Glossari nella storia delle lingue
I glossari storici sono ottimi strumenti e fonti per lo studio della storia delle lingue.
Per quanto riguarda il latino volgare, l'italiano medievale e le altre lingue romanze, si può citare il cosiddetto Glossario di Monza, redatto da un anonimo viaggiatore nei primi decenni del X secolo, è il primo glossario italiano in senso proprio come si intende oggi, contenendo la precisa raccolta di 65 lemmi che sono verbi e parole di uso molto frequente e comune, e di cui, a fianco della voce latino-romanza, viene data la voce greco-bizantina corrispondente. Perciò è una testimonianza palpabile anche di un mini-dizionario bilingue dello italiano medievale parlato dai viaggiatori dell'anno mille. La terminologia comprende i giorni della settimana, e una cinquantina di parole del linguaggio comune per la vita e le attività giornaliere.